# Jacques Alméras
Jacques Alméras (ur. 30 stycznia 1949 w Montpellier) – francuski kierowca wyścigowy.

## Kariera
Alméras rozpoczął karierę w międzynarodowych wyścigach samochodowych w 1980 roku od startów w klasie World Challenge for Endurance Drivers, gdzie jednak nie zdobywał punktów. W późniejszych latach Francuz pojawiał się także w stawce World Championship for Drivers and Makes, FIA World Endurance Championship, French Touring Car Championship, 24-godzinnego wyścigu Le Mans, World Sports-Prototype Championship, Sportscar World Championship oraz Global GT Championship.